# Raven’s Hollow
Raven’s Hollow ist ein britischer Mystery-Thriller mit Horror-Elementen aus dem Jahr 2022. Regisseur ist der US-Amerikaner Christopher Hatton, der auch das Drehbuch schrieb. Der Film beschreibt eine fiktive Episode aus dem Leben des Schriftstellers Edgar Allan Poe.

## Handlung
Circa 1830: Fünf Kadetten der US-Militärakademie West Point, darunter der spätere Schriftsteller Edgar Allan Poe, nehmen an einer Trainingsübung im abgelegenen Hinterland des Bundesstaates New York teil. Sie stoßen auf einen sterbenden, wie eine Vogelscheuche an eine hölzerne Konstruktion gefesselten, teilweise ausgeweideten Mann, der Poe mit letzter Kraft das Wort „Raven“ (Rabe) zuflüstern kann.
In der Nähe stoßen die Kadetten auf ein halb verlassenes Dorf namens Raven’s Hollow. Die Bewohner verhalten sich gegenüber den Kadetten abweisend und wollen von dem Toten nichts wissen, obwohl sie zugeben müssen, dass dieser in ihrem Dorf zu Gast war. Wirtin Elizabet Ingram bietet den Kadetten an, im Gasthof des Dorfs zu übernachten. Die fünf nehmen an. Insbesondere Poe möchte die Hintergründe des Mordes aufdecken. Zwischen ihm und der Tochter der Gastwirtin, Charlotte, kommt es zu ersten Anflügen einer Romanze. Der einzige Bedienstete des Gasthofs namens Usher erzählt den Kadetten von einem Fabelwesen namens „The Raven“, das für den Tod des Fremden verantwortlich sei, und rät ihnen dringlich zur Abreise, findet aber kein Gehör.
In der Nacht kommt einer der Kadetten durch eine übernatürliche Macht zu Tode. Dem auf einen Metallstab gespießten Toten fehlt eine Hand; der glatte Schnitt am Gelenk lässt auf eine Axt schließen. Usher wird mit einer Axt und blutiger Kleidung angetroffen und deshalb von den Kadetten verhaftet, obwohl er und die übrigen Dorfbewohner seine Unschuld beteuern und teils den „Raven“ verantwortlich machen. Poe macht Bekanntschaft mit dem örtlichen Totengräber Daniel Clay, der ihn anhand schrecklicher Narben am Körper seines apathisch dahinvegetierenden Vaters zu überzeugen versucht, dass der „Raven“ real sei. Auch Charlotte schlägt in diese Kerbe und schildert Poe, wie vor einigen Jahren ihre Schwester vom „Raven“ geholt wurde.
Bei einem Ausritt wird einer der Kadetten vor Poes Augen von einem nichtmenschlichen Wesen in die Luft gezerrt und bleibt verschwunden; Sekunden später fällt lediglich sein noch zuckendes Herz in Poes Hände. Dieser kehrt umgehend zum Dorf zurück und befreit zum Missfallen der beiden verbliebenen Mitstreiter den seiner Überzeugung nach nun nicht mehr verdächtigen Usher. Poe will trotz der Ereignisse die Hintergründe des Falls aufklären. Die beiden verbliebenen Mitkadetten suchen ihr Heil in der Flucht aus dem Dorf, werden aber nach kurzer Zeit vom „Raven“ getötet, der unter anderem in die Körper seiner Opfer schlüpfen kann. Poe selbst wird von den Dorfbewohnern niedergeschlagen und von Usher zum Ort gebracht, an dem die Kadetten die erste Leiche gefunden hatten. Usher berichtet, dass der Tote der Pfarrer des Dorfes war, der von den Dorfbewohnern zur Besänftigung des „Raven“ diesem geopfert worden war; Poe soll nun das nächste Opfer werden und wird an gleicher Stelle festgebunden. Er kann sich aber befreien und flüchtet zu seinem Unterstützer Clay.
Poe erfährt von Clay, dass Charlotte Ingram gar keine Schwester hat, sondern selbst vom „Raven“ entführt wurde und einige Tage später charakterlich verändert wieder im Dorf erschien. Poe ist nun überzeugt, dass Charlotte der „Raven“ sei. Bei einer im Dorf angesetzten Beerdigung will er das Wesen stellen. Dort kann er aber Charlottes Mutter Elizabet als den „Raven“ identifizieren. Schüsse durch Poe und Clay verpuffen wirkungslos, das Wesen kann fliehen und tötet dabei Clay.
Poe und Charlotte reiten aus, um sich auszusprechen. Dabei holt der „Raven“ Charlotte. Poe kann zurück in die Zivilisation fliehen. Jahre später beginnt er, an seinem Gedicht Der Rabe zu arbeiten. In der letzten Szene sieht man eine stark verjüngte Charlotte auf Raven’s Hollow zuschreiten.

## Entstehungsgeschichte
Regisseur Christopher Hatton war vor Raven’s Hollow primär als Drehbuchschreiber tätig gewesen, hatte jedoch auch bereits bei einigen Filmen Regie geführt, so bei den Science-Fiction-Filmen Battle of the Damned und Robotropolis. Produziert wurde der Film von den lettischen Cinevilla Studios und den britischen Firmen Canoe Film und 828 Media Capital. Gedreht wurde der Film in Lettland. Die Postproduktion fand im Vereinigten Königreich statt.
Regisseur Hatton integrierte mehrere Anspielungen auf Edgar Allan Poes Werk in seinen Film. Neben dem auf Poes Gedicht Der Rabe anspielenden Titel ist der Name des Filmcharakters Usher beispielsweise Poes Kurzgeschichte Der Untergang des Hauses Usher entnommen. Die Verwendung des späteren Schriftstellers als Hauptcharakter ist zeitlich stimmig; 1830 war Poe in der Tat für einige Monate Kadett in West Point.
Im August 2022 lief Raven’s Hollow beim britischen Filmfestival FrightFest, im September desselben Jahres beim deutschen Fantasy Filmfest. Der US-amerikanische Video-on-Demand-Anbieter Shudder kündigte an, den Film am 22. September des Jahres ins Programm zu nehmen.

## Rezeption
| Wertungen           |      |
| Film-Rezensionen.de | 7/10 |
| Movie Nation        | 2/4  |
| The Hollywood News  | 3/5  |
| Metawertungen       |      |
| Rotten Tomatoes     | 67 % |

Film-Rezensionen.de urteilte, dass das Verwenden von Edgar Allan Poe als Charakter im Film keinen Einfluss auf die Handlung habe und lediglich Namedropping darstelle. Das Setting enthalte zudem zahlreiche Klischees. Raven’s Hollow sei dennoch ein stimmungsvoller Mystery-Thriller, da Regisseur Hatton eine schöne, ruhige, unheilvolle Atmosphäre schaffe, aber gleichzeitig eine dynamische Handlung mit brutalen Morden biete. Zusammen mit dem „soliden“ Spiel der Darsteller sei Raven’s Hollow zwar kein Klassiker, aber doch ein Gruselfilm, mit dem sich gut die Zeit vertreiben könne.
Der Filmkritiker Roger Moore merkte an, dass man Raven’s Hollow sein geringes Budget und seine nicht übermäßig dynamische Handlung ansähe, dass der Film aber von seiner düsteren Stimmung und des Ehrgeizes seines Regisseurs und eines Teils seiner Darsteller getragen werde. Kate Dickie und David Hayman böten ein abwechslungsreiches Spiel, während William Moseley der Schwung und der Irrsinn fehlten, die John Cusack in der Poe-Verfilmung The Raven geboten habe, und die übrigen Schauspieler seien lediglich „Platzhalter“. Die Spezialeffekte seien halbwegs gelungen. In Summe sei Raven’s Hollow aber ein „solides, wenn auch emotional flaches B-Movie“ und ein „gutes Argument, Hatton mehr Geld und ein vernünftiges Drehbuch“ zu geben. The Hollywood News lobte, dass der Film die Zeit, in der er spiele, gut porträtiere und eine angemessen gruselige Atmosphäre biete. Die „blutigen, (…) wunderbar gewalttätigen“ Horrorszenen erinnerten Rezensentin Kat Hughes an die 2013 erstausgestrahlte TV-Serie Hannibal. Mit fortschreitender Handlung werde der Film aber zunehmend durchschnittlich und stellenweise langweilig und lasse den Zuschauer zunehmend distanziert zurück. Die Anspielungen auf Poes Leben und Werk kämen wenig subtil daher. In Summe sei Raven’s Hollow wegen seiner Ausstattung zwar unterhaltsam, bliebe aber Durchschnittskost und würde insbesondere Poe-Fans enttäuschen.